# Popeye (missile)

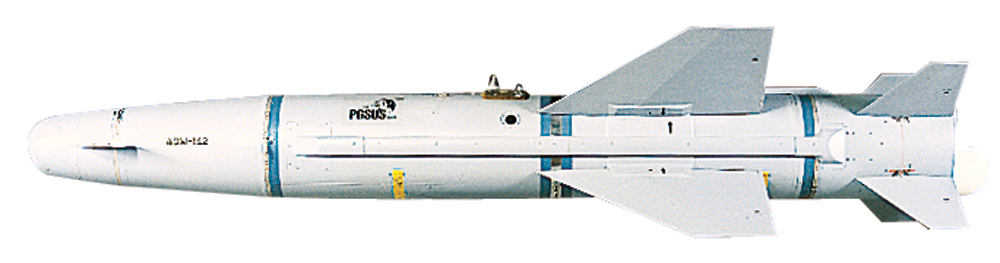
Un AGM-142

Les Popeye sont une famille de missiles air-sol développés par Rafael Advanced Defense Systems à partir de 1985, puis modifiés par la suite aux États-Unis, où ils prirent la désignation de AGM-142 Have Nap. Dans ce pays, il est produit dans les années 1990 par Precision Guided Systems United States (PGSUS) Limited Liability Company d'Orlando (Floride), une coentreprise entre Lockheed Martin Missiles an Fire Control, et Raphael.
Les engins-cibles Sparrow sont dérivés des Popeye.

## Utilisateurs
- Corée du Sud : En service de 2002 à avril 2024, tiré uniquement par les F-4E Phantom II[1]